# Quatto mura/Gelusia d'ammore
Quatto mura/Gelusia d'ammore, pubblicato nel 1963, è il sesto singolo di Mario Merola

## Descrizione
Il disco contiene due cover.

## Tracce
Lato A
- Quatto mura (Mallozzi - Cardinale - Colosimo)

Lato B
- Gelusia d'ammore (La Monica - Saviano - Cirillo)